# Adolphe Berty
Adolphe Eugène Étienne Berty, né Boulet (13 mai 1818 à Paris - 18 août 1867 à Paris), est un historiographe de la Ville de Paris, archéologue, historien de l'architecture et architecte français.

## Biographie
Il commence une formation de peintre dans l'atelier de Jean-Auguste-Dominique Ingres. Mais, en 1838, à la suite du meurtre d'une jeune femme, il est condamné à dix ans de travaux forcés. Ce fait divers est largement relaté par la presse et, une fois sa peine purgée, Boulet change son nom en celui de Berty. 
De retour en France vers 1844, il publie dès 1845 un Dictionnaire de l'architecture du Moyen Âge . Il rencontre alors Albert Lenoir qui l'engage pour la Statistique monumentale de Paris puis pour son Plan archéologique du vieux Paris. Adolphe Berty fut le fondateur de la topographie parisienne ; on lui doit également des travaux importants sur l'historiographie de Paris.